# Hodkovice nad Mohelkou
Hodkovice nad Mohelkou, bis 1949 Hodkovice, (deutsch Liebenau) ist eine Stadt  im Okres Liberec in Tschechien.

## Geographie

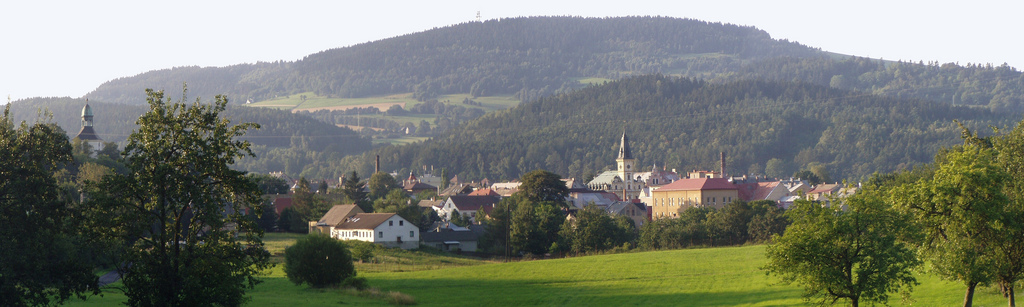
Panorama der Stadt und ihrer Umgebung aus südlicher Perspektive

Die Stadt liegt im nördlichen Böhmen, acht Kilometer südwestlich von Jablonec nad Nisou (Gablonz an der Neiße), und befindet sich am südlichen Fuße des Jeschkengebirges an den Tälern der Mohelka und Oharka in einer Höhenlage von 351 bis 502 Meter n.M. in milder Südhanglage, die den Anbau von Weizen, Pfirsichen und Aprikosen ermöglichte. Nördlich erhebt sich bei den Ortsteilen Záskalí und Žďárek der Javorník (Jeschkengebirge) (684 m). Im Süden beginnt das Jičínská pahorkatina (Jičíner Hügelland).
Durch Hodkovice nad Mohelkou verläuft die Dálnice 35 / E 442, die im Verlauf einer alten Handels- und Heeresstraße (siehe Gabler Straße) von der Oberlausitz über Zittau und das Zittauer Gebirge nach Prag führte. Im Ort zweigt die Staatsstraße 278 nach Český Dub ab.
Nachbarorte sind Zásada, Záskalí und Buršín im Norden, Rádlo und Rychnov u Jablonce nad Nisou im Nordosten, Rydvaltice, Pelíkovice, Radoňovice, Luhy und Bezděčín im Osten, Jílové und Žďárek im Südosten, Sedlejovice und Radostín im Süden, Vrchovina, Kohoutovice und Citeř im Südwesten, Petrašovice im Westen sowie Bohdánkov und Žďárek im Nordwesten.

## Geschichte

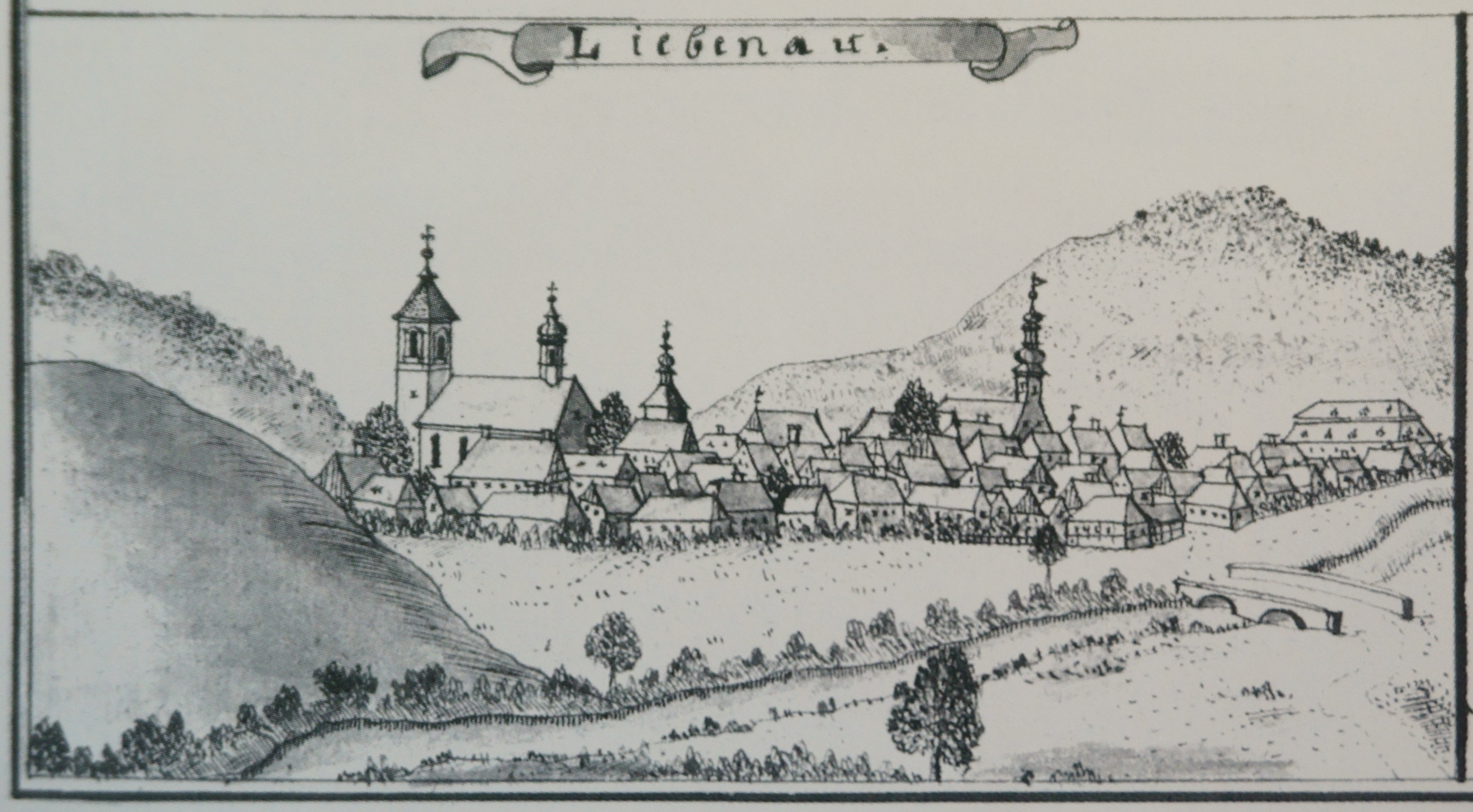
Liebenau in der ersten Hälfte des 18. Jahrhunderts

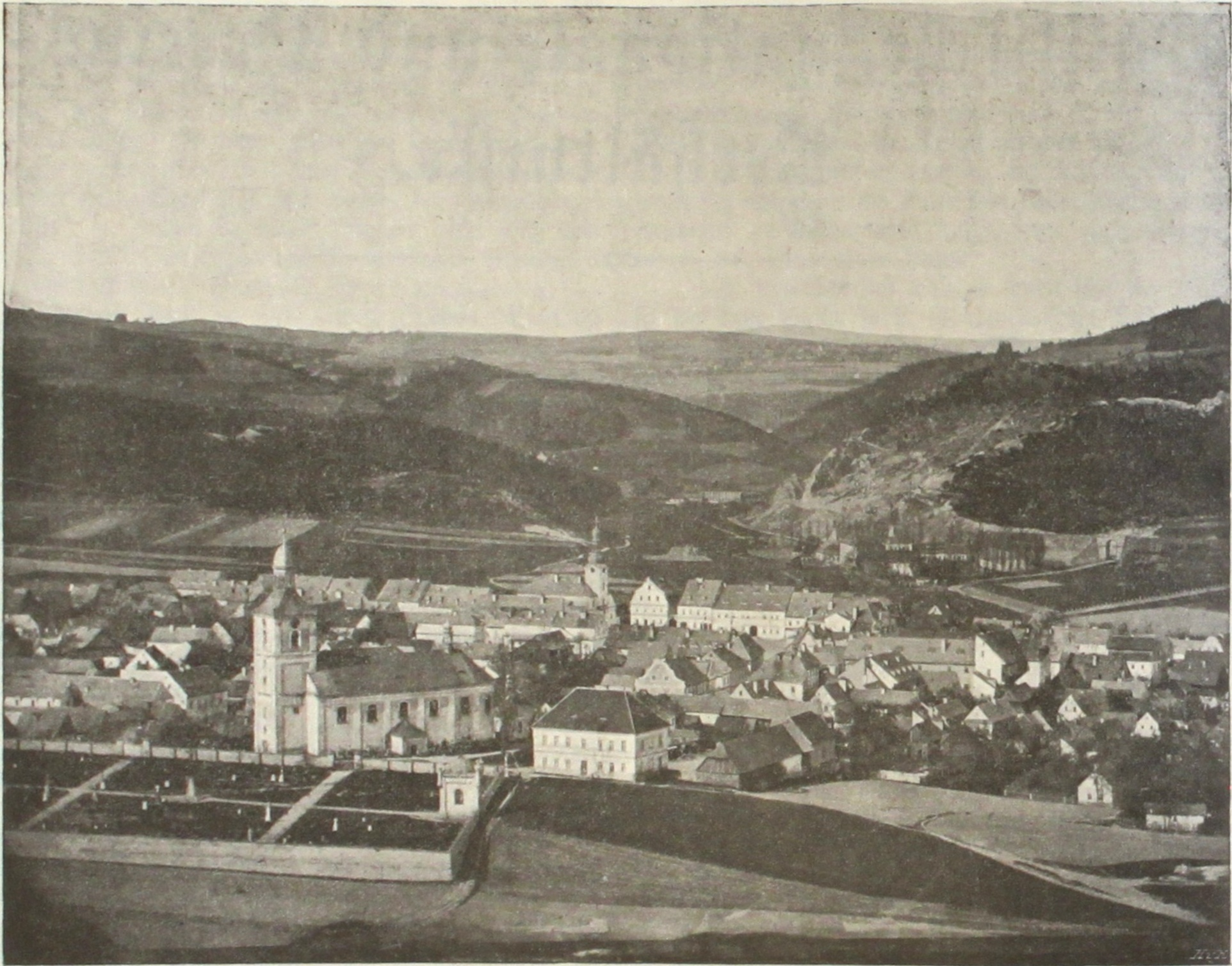
Liebenau um 1860

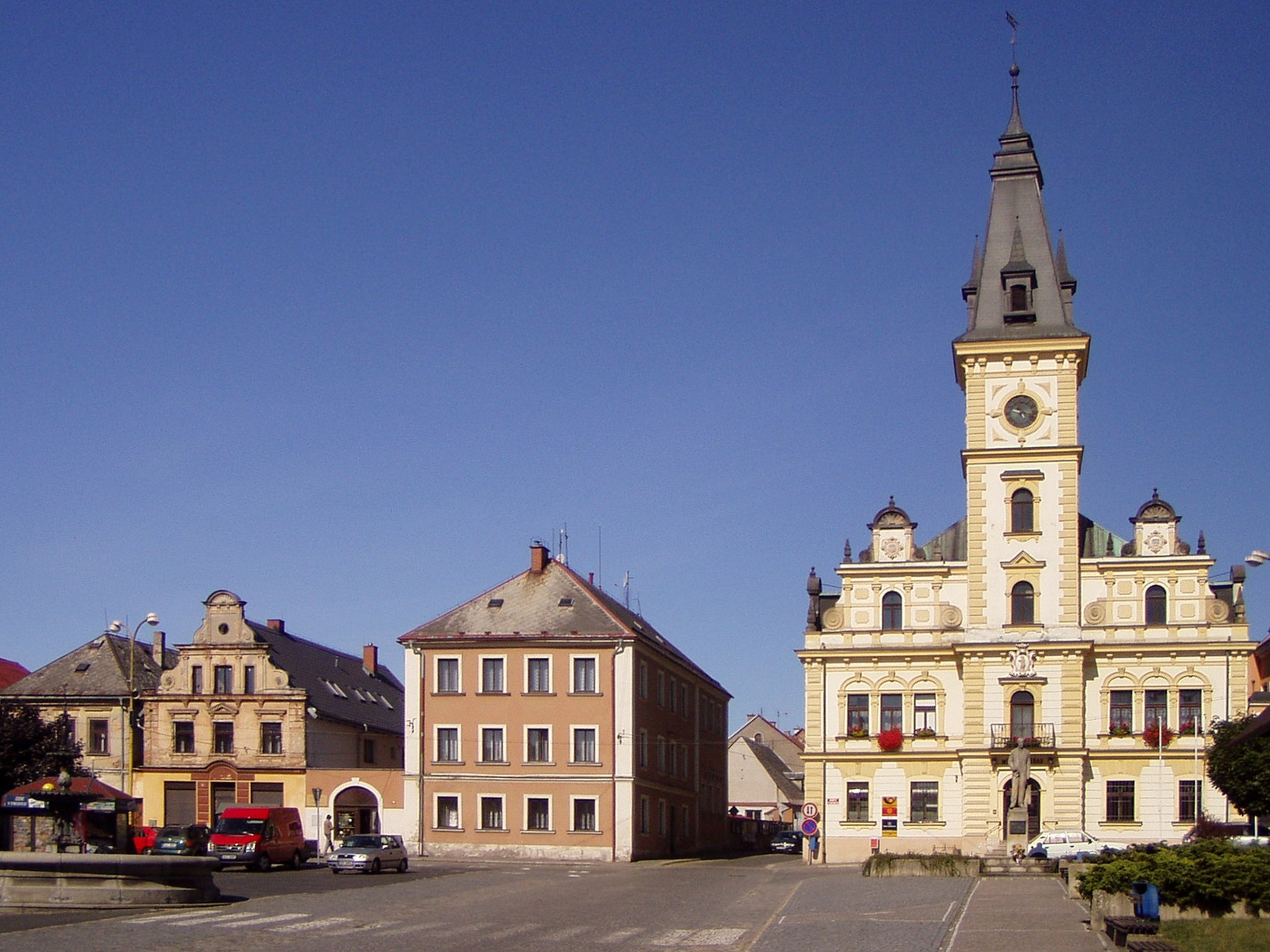
Stadtzentrum mit dem Rathaus (rechts)

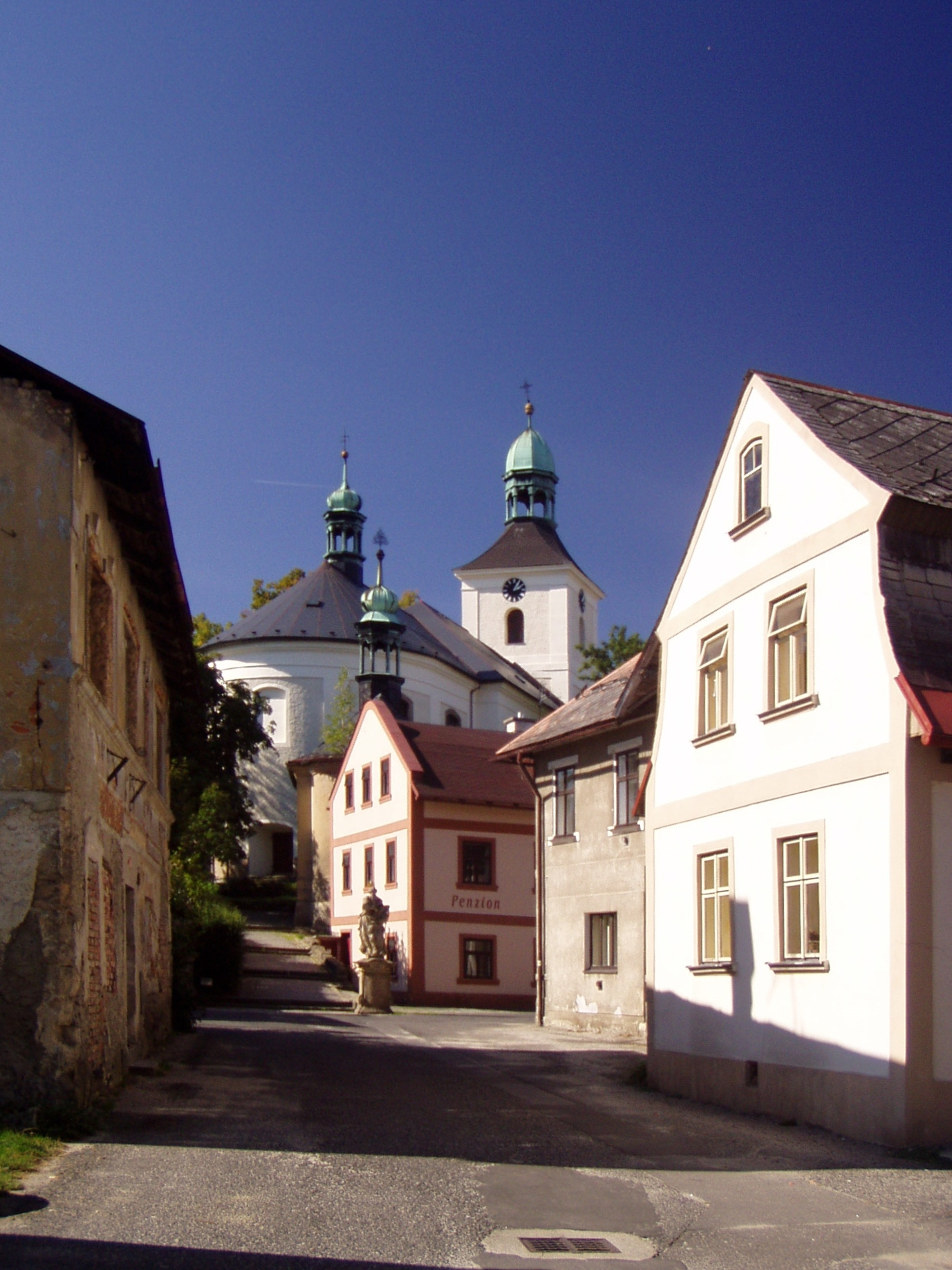
Altstadt mit der Pfarrkirche St. Prokop im Hintergrund

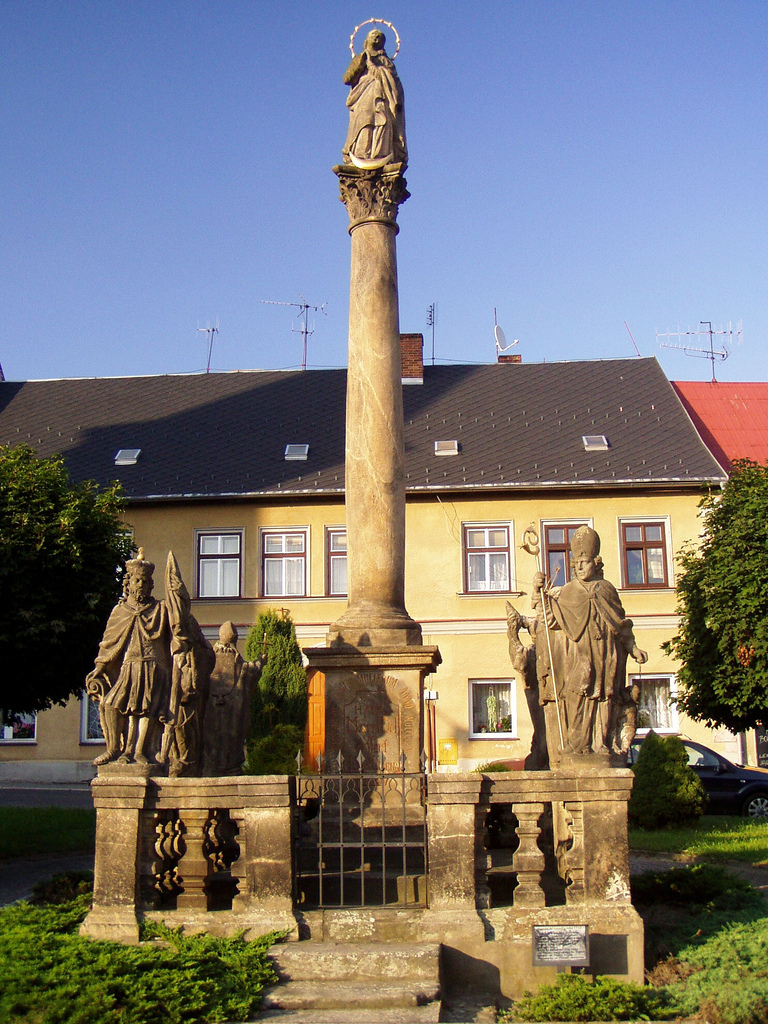
Mariensäule aus dem frühen 18. Jahrhundert

Die erste schriftliche Erwähnung des Ortes erfolgte 1352 als Pfarrei in einem Verzeichnis, der Papst-Zehnt genannt, und zahlte halbjährlich 12 Groschen (Reichenberg zahlte 2 Groschen, Gablonz nichts). In den Bestätigungsbüchern des Erzbistums Prag ist zu entnehmen, dass 1363 der Pfarrer Petrus aus Swetla(i) vom Inhaber der Grundherrschaft Johann der Ältere von Drazicz präsentiert wurde. Der Germanist Erich Gierach nimmt an, dass neben einem Weiler, der nach seinem Besitzer Hodek den Namen Hodcouicz (Hodkovice) hatte, kurze Zeit später die Stadt Libenow gegründet wurde, denn 1376, als Johann von Biberstein den Priester Johann aus dem Meißnischen als dessen Nachfolger vorschlug, der Ort als in Libenow genannt wurde. Die hiesige Pfarrkirche St. Prokop hatte schon 1384 ihren eigenen Seelsorger.
In dieser Zeit, als der Ort als Hodcouicz bzw. Libenow bezeichnet wurde, gehörte er an der damaligen westslawischen und deutschen Sprachgrenze zur Herrschaft der Burg Frýdštejn (Friedstein) und war den Herren von Dražice erbuntertänig. Am alten Handels- und Heeresweg von Prag in die Lausitz gelegen, entwickelte sich Liebenau zum wirtschaftlichen Zentrum der Herrschaft und erhielt Stadtrechte. Zu den Besitzern gehörten die von Bieberstein und von Wartenberg. Die Bewohner waren Ackerbürger, Gewerbetreibende (Leinenweber, Garnhändler, Edelsteinschleifer) und Wanderarbeiter.
Nach dem Ständeaufstand von 1547 wurde die Adam von Wartenberg untertänige Grundherrschaft Friedstein enteignet. Der neue Besitzer Johann von Oppersdorff vereinigte die Herrschaften Český Dub (Aicha) und Friedstein. 1591 erwarben die Smiřický von Smiřice die Herrschaft, ihnen folgte 1622 Generalfeldmarschall Albrecht von Waldstein und 1634 Johann Ludwig Hektor von Isolani. Dessen Tochter Anna Regina, Äbtissin des Ordens der Augustinerinnen zu St. Jakob in Wien schenkte als Erbin den Besitz 1653 dem Kloster der Wiener Augustiner-Chorherren, dem Liebenau bis zur Auflösung des Klosters im Zuge des Reformen des Josephinismus im Jahre 1782 gehörte. Die Lage an einer wichtigen Handels- und Heeresstraße führte zu zahlreichen Militärdurchmärschen mit Einquartierungen und Plünderungen; insbesondere im Dreißigjährigen Krieg erlitt die Stadt große Schäden. Sie wurde dreimal durch schwedische Truppen niedergebrannt, hatte nur noch 21 Häuser, in welchen 3 Angesessene und 18 Gärtler lebten.
1782 wurde das Kloster der Wiener Augustiner-Chorherren durch Kaiser Joseph II. im Zuge der Säkularisation aufgelöst; gegen Ende des 18. Jahrhunderts erwarb das Haus Rohan durch Kauf die Herrschaft Böhmisch Aicha. Am 8. April 1806 vernichtete ein Brand Teile der Stadt. Während des Deutschen Kriegs fand bei Liebenau am 25. Juni 1866 ein Gefecht zwischen Preußen und Österreichern statt.
Bis zur Aufhebung der Patrimonialherrschaft im Jahre 1848 blieb Liebenau ein Teil der Herrschaft Český Dub (Böhmisch Aicha). Der Großgrundbesitz verblieb bis zur Enteignung von Fürst Kamil Filip Alain Rohan im Jahre 1945 bei den Rohan, die ihren Sitz auf Schloss Sychrov hatten. Im 19. Jahrhundert gründete Ferdinand Unger eine Glasschmuckfabrik, die weithin bekannt, während der Weltwirtschaftskrise und deren Folgen zur Zeit der ersten Tschechoslowakei ihren Betrieb einstellte. Konrad Blaschka (1810–1900), Angehöriger der Blaschka-Familien in Böhmisch-Aicha, gründete 1838 die Wollwarenfabrik Blaschka & Co., und seine Nachkommen waren erfolgreiche Arbeitgeber der Stadt.

Panorama von Liebenau und Umgebung um 1905, vom Kapellenberg aus gesehen

Nach 1930 hatten die Bewohner von Liebenau mit hoher Arbeitslosigkeit und wirtschaftlicher Not zu kämpfen. Zur Lösung der Sudetenkrise nach dem Münchner Abkommen am 30. September 1938, das die Angliederung des Sudetenlandes an das Deutsche Reich vorsah, wurde Liebenau vorübergehend von deutschen Truppen besetzt, die von den deutschen Bewohnern als Befreier begrüßt wurden. Die Stadt wurde, dicht an der Grenze des Protektorat Böhmen und Mähren, als Teil des Landkreises Reichenberg, Regierungsbezirk Aussig, in den Reichsgau Sudetenland eingegliedert. Kurzfristig besserte sich die wirtschaftliche Situation in Liebenau durch Aufträge aus Deutschland. Im Zweiten Weltkrieg verstarben in Lazaretten und Gefangenenlagern 77 zum Wehrdienst verpflichtete Männer.
Im Mai 1945 zu Ende des Zweiten Weltkrieges besetzte die Rote Armee, gefolgt von tschechischen Partisanen die Stadt. Es kam zu Gewaltakten, Vergewaltigungen, Morden, Selbsttötungen, Abtransport in Zuchthäuser und Arbeitslager, Flucht nach Westdeutschland oder in Nachbarstaaten. Die Überlebenden, meist Frauen mit Kindern, wurden während der Vertreibung der Deutschen aus der Tschechoslowakei in Richtung Zittau zum Verlassen der Stadt gezwungen. Im Jahre 1949 erfolgte die Änderung des Ortsnamens Hodkovice in Hodkovice nad Mohelkou.
Seit 1977 treffen sich einmal im Jahr frühere Bewohner von Liebenau und Angehörige in Königsbrunn im schwäbischen Landkreis Augsburg, deren Patenstadt. Eine Heimatstube im dortigen Lechfeldmuseum beherbergt Erinnerungen.
Am 7. Oktober 1977 verlor infolge dichten Nebels ein Flugzeug auf dem Wege nach Liberec (Reichenberg) die Orientierung und zerschellte an einem Hügel über dem Mohelka-Tal. Dabei kamen vier Uranarbeiter aus Příbram ums Leben.
Auf dem Berg Kostelní vrch südwestlich der Stadt befindet sich ein Sportflugplatz, auf dem der Aeroklub regelmäßig Flugtage veranstaltet.

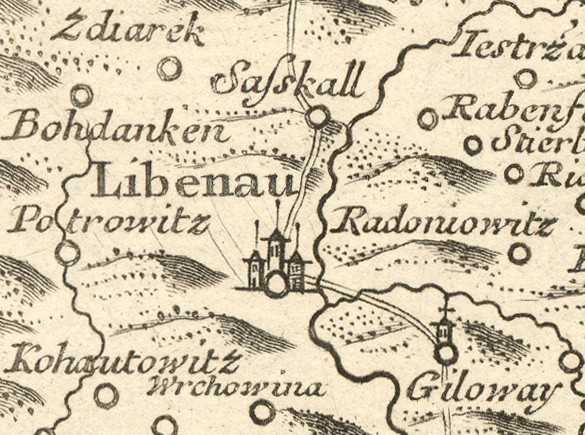
Marktflecken Libenau auf der Müllerschen Landkarte von Böhmen von 1720

### Demographie
Bis 1945 war Liebenau überwiegend von Deutschböhmen besiedelt, die vertrieben wurden.
| Jahr | Einwohner | Anmerkungen        |
| ---- | --------- | ------------------ |
| 1830 | 2.282     | in 371 Häusern     |
| 1857 | 2.935     | am 31. Oktober     |
| 1900 | 3.156     | deutsche Einwohner |
| 1930 | 2.444     | [ 10 ]             |
| 1939 | 4.339     | [ 10 ]             |

| Jahr      | 1970  | 1980  | 1991  | 2001  | 2003  |
| --------- | ----- | ----- | ----- | ----- | ----- |
| Einwohner | 2 280 | 2 729 | 2 594 | 2 599 | 2 659 |

## Stadtgliederung
Die Stadt Hodkovice nad Mohelkou besteht aus den Ortsteilen Hodkovice nad Mohelkou (Liebenau), Jílové (Jilowei), Radoňovice (Radonowitz), Záskalí (Saskal) und Žďárek (Scharingen). Zu Hodkovice nad Mohelkou gehören außerdem die Ortslagen Antonínov (Antonidörfel), Buršín (Burschen) und Zásada.
Das Gemeindegebiet gliedert sich in die Katastralbezirke Hodkovice nad Mohelkou, Jílové u Hodkovic nad Mohelkou, Radoňovice und Záskalí.

## Sehenswürdigkeiten
- Barocke Kirche St. Prokop, 1721 anstelle eines hölzernen Vorgängerbaus errichtet. Vor dem Dreißigjährigen Krieg, um 1615, stand sie unter der Verwaltung eines protestantischen Pastors.[4]
- Brunnen auf dem Marktplatz, 1886 errichtet
- Rathaus, Neorenaissancebau des Görlitzer Architekten Wilhelm Klingenberg aus dem Jahre 1889
- Barocke Mariensäule auf dem Markt, errichtet 1707
- Statue der Hl. Anna aus dem Jahre 1753
- Statue des Hl. Johannes von Nepomuk, geschaffen 1733
- Statuengruppe der Hl. Luitgard, Johannes und Paulus; die von Matthias Bernhard Braun geschaffenen Sandsteinfiguren wurden 1750 aus anderen Orten zusammengetragen und aufgestellt.
- Statue St. Peter und Paul, aus dem Jahre 1754
- Gedenkstein für den Flugzeugabsturz vom 7. Oktober 1977, nördlich der Stadt
- Denkmal für T. G. Masaryk auf dem Markt, 1990 wieder aufgerichtet
- Kreuzweg und Kapelle Boží hrob (Heiliges Grab) auf dem Kalvarienberg am Kostelní vrch am südwestlichen Stadtrand, angelegt 1818–1820

## Söhne und Töchter der Stadt
- Karl August Edler von Unger (1832-1909(?)), Gutsbesitzer des Landtafel-Gutes Klein-Rohozec bei Turnov, Abgeordneter der Großgrundbesitzer im Königreich Böhmen, 1868 Ritterkreuz des Franz-Joseph-Ordens, 23. Juli 1872 Erhebung in den österreichischen Adelstand
- Josef Fanta: (1894–1974), Bildschnitzer und Maler
- Richard W. Eichler (1921–2014), Kunsthistoriker und Schriftsteller
- Rudolf Meinl (1934–2024), Diplomingenieur und Politiker, Mitglied des Deutschen Bundestages